# Colletes banksi
Colletes banksi là một loài Hymenoptera trong họ Colletidae. Loài này được Swenk mô tả khoa học năm 1908.